# Solideo D'Incau
Solideo D'Incau (Sovramonte, 1915 – Vendreshë, 13 febbraio 1941) è stato un militare italiano, insignito della medaglia d'oro al valor militare durante il corso della seconda guerra mondiale.

## Biografia
Nacque a Sovramonte nel 1915, figlio di Lorenzo e Giovanna Padovan.
Di umili origini svolse la professione di contadino e di muratore fino all'ottobre 1936, quando fu chiamato a prestare servizio leva militare nel Regio Esercito, prestando servizio dapprima nel Battaglione alpini "Belluno" del 12º Reggimento alpini e poi nel Battaglione alpini "Feltre" del 7º Reggimento alpini, congedandosi nel 1937. Con il precipitare della situazione internazionale, nel maggio 1940 fu richiamato in servizio attivo con il grado di caporale, assegnato come mitragliere alla 65ª Compagnia del Battaglione alpini "Feltre".
Dopo l'entrata in guerra del Regno d'Italia, avvenuta il 10 giugno 1940, combatte nella cosiddetta battaglia delle Alpi Occidentali contro i francesi, meritandosi un Encomio Solenne e venendo promosso al grado di caporalmaggiore nel mese di settembre. Il 24 novembre dello stesso anno partì con il suo reparto per il fronte greco-albanese, schierandosi al suo arrivo in Albania nel settore tra Vendrescia e Muri. Morì eroicamente il 13 febbraio 1941, quando un attacco a sorpresa delle truppe greche, preceduto da un intenso tiro d'artiglieria che costrinse gli italiani a rimanere al riparo, irruppe nelle trincee presidiate dalla 65ª Compagnia. Rimasto isolato fu circondato e catturato dagli avversari, avendo appena il tempo di rendere inservibile la sua mitragliatrice Breda 37 da 8 mm. Invitato da un sergente nemico a rimontare l'arma, egli si rifiutò più volte e decisamente, gettandosi poi a terra, e ciò fece tanto imbestialire i soldati nemici che lo uccisero a colpi di baionetta. Alle 17.00 del pomeriggio un contrattacco italiano riconquistò la posizione e il suo cadavere venne ritrovato a terra, sotto di esso, nel fango, vi era l'estrattore della mitragliatrice Breda che lui aveva cercato di occultare. Per onorarne la memoria fu decretata la concessione della medaglia d'oro al valor militare.
Oggi la salma riposa nel cimitero di Sovramonte. A lui è stata intitolata la caserma di Ugovizza, che ospitava il Battaglione alpini d'arresto "Val Tagliamento". La caserma venne ceduta nel 2010 al comune di Malborghetto-Valbruna per usi civili.

### Annotazioni
1. ↑  Nella stessa azione insieme a lui fu decorato con la medaglia d'oro al valor militare anche il capitano Luigi Rendina.

### Fonti
1. 1 2  Bianchi, Cattaneo 2011, p. 270.
2. 1 2 3 4 5 6 7 8 9  Bianchi, Cattaneo 2011, p. 271.
3. 1 2  Bianchi, Cattaneo 2011, p. 272.
4. ↑   Medaglia d'oro al valor militare D'Incau Solideo, su quirinale.it, Quirinale. URL consultato il 28 novembre 2012.
5. ↑  Registrato alla Corte dei Conti il 13 aprile 1943, registro 14, guerra, foglio 92.